# Ліногравюра
Ліногравю́ра (від «лінолеум» і «гравюра») — опукла гравюра, створювана вирізуванням малюнка на лінолеумі. Щодо техніки та художніх засобів подібна до ксилографії. Виникла на початку 20 століття.
Найвідоміші майстри ліногравюри в Україні — Іван Падалка, Олександр Довгаль, Марія Котляревська, Олена Кульчицька, Олександр Пащенко, Валентин Литвиненко, В. Левицький, Іван Селіванов, Олексій Фіщенко, Георгій Якутович та ін.
У галузі ліногравюри також працював видатний український художник 1930-х років Сергій Конончук.

Сергій Конончук."Т.Г. Шевченко". Ліногравюра 1929 р.
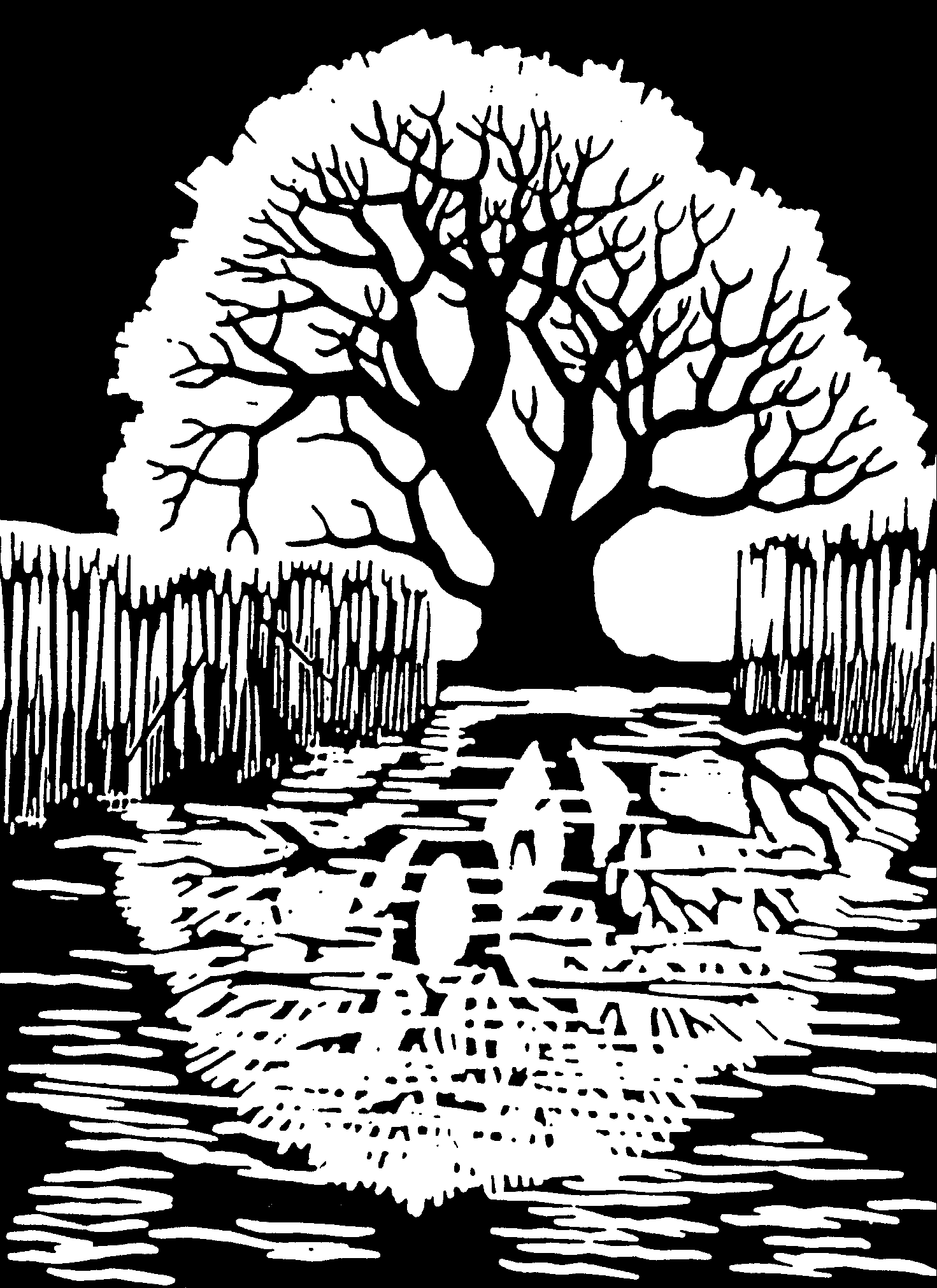
Худ. Hartmut Josi Bennöhr, «Дуб».